# Egrisský hřbet
Egrisský hřbet (gruzínsky ეგრისის ქედი, Egrisis kedi), též Samagrelský hřbet (gruzínsky სამეგრელოს ქედი, Samagrelos kedi) nebo Megreľský hřbet je horský hřeben v západní Gruzii, součást Centrálního Velkého Kavkazu. Ze západu jej obklopuje soutěska řeky Inguri, na severu je hřebenem Chereli propojen se Svanetským hřebenem, z východu jej ohraničuje soutěska řeky Cchenisckali a na jihu na něj navazují vápencové masivy Centrálního Velkého Kavkazu. Hřeben se táhne přibližně latitudinálním směrem v délce přibližně 60 km, v největší šířce má přibližně 30 km. Střední část hřbetu je prohnuta k severu díky zpětné erozi řek Techuri a Chobi. Nejvyšším vrcholem na samotném hřbetu je 3174 m vysoký Cekuri ve východní části hřbetu, v západní části hřbetu je nejvyšším vrcholem 3111 m vysoký Lakumuraš-Dudi. V rozsoše, která vybíhá z hlavního hřbetu na jih, je i několik vyšších vrcholů – sovětské topografické mapy 1 : 50 000 zaznamenávají bezejmenný vrchol s výškou 3255 m a horu Čitagvala s výškou 3226 m.

## Geologie
Pohoří je tvořeno středně jurskými horninami vulkanického a sedimentárního původu. Zatímco hřbetnice a jižní svahy jsou tvořeny porfyrickými sériemi stupně stupně Bajocian (bazaltické a dacitové lávy, lávové brekcie, tufity, tufokonglomeráty, pískovce a jílovce) , severní a východní části hřbetu tvoří podložní spodně a středně jurské pískovce, prachovce a jílové břidlice. Ostrůvkovitě vystupují i křídové horniny (vápence, kvarcity, slepence). Reliéf hřbetu je částečně inverzní, porfyrické série stupně Bajocian mají synklinální charakter.

## Reliéf
Reliéf pohoří byl zejména ve výškách nad 2500 m formován činností ledovců. V současné době jsou malé karové ledovce vyvinuty v západní části hřbetu jak na jeho severních, tak na jeho jižních svazích. Je to dáno blízkostí Černého moře a tedy dostatkem zimních srážek. V pleistocénu bylo pohoří zaledněno výrazněji. Délka ledovců dosahovala 4–6 km a jejich jazyky stékaly do výšek 1800 – 1900 m n. m., v některých případech dokonce až 1350 m n. m. Hrana karů, která udává výšku tehdejší sněžné čáry, je ve výškách kolem 2000 metrů. Nejdelší ledovec, který stékal do údolí řeky Chobi, měl plochu 8 km2, délku 6,4 km a končil ve výšce 1800 m n. m. Pleistocenní ledovce po sobě zanechaly kary, karlingy, strmé stěny a zachovalé morény. Některé kary jsou vyplněny karovými jezery, z nichž největší je jezero Tobavarčchili.
Dále je reliéf pohoří formován erozní činností řek, které vytvořily v porfyritech údolí ve tvaru písmene V zahloubená o 1000 – 1500 m. Hlavní vodní toky jsou vůči morfostruktuře subsekventní (protínají geologické struktury napříč) a jejich přítoky resekventní (jdou ve směru geologických struktur a zlomových linií).

## Podnebí
Na jižníh svazích pohoří naprší ročně nad 2000 mm srážek, přičemž na nejvyšších vrcholech může roční srážkový úhrn přesáhnout 3000 mm. Úhrny srážek na severních svazích pohoří dosahují 1500 – 2000 mm. V zimních měsících je pohoří pokryto sněhovou pokrývkou o mocnosti přes 2 metry, v nejvyšších partiích pak 3–5 metrů.

## Vegetace
V pohoří se nachází značná část gruzínských deštných lesů mírného pásma. Svahy jsou ve výškách do 1200 m pokryty kolchidskými opadavými lesy, tvořenými duby, buky, kaštanovníky a habry, ve výškách nad 1200 m převládají jehličnaté lesy tvořené kavkazskou jedlí a smrkem východním. Na několika lokalitách pohoří roste endemická a ohrožená bříza betula megrelica. Hranice lesa je okolo 2100 m n. m., nad ní se nachází subalpinské a alpinské louky.